# Krzysztof Kieslowski - I'm so-so
Krzysztof Kieslowski - I'm so-so er en dansk portrætfilm fra 1995 med instruktion og manuskript af Krzysztof Wierzbicki.

## Handling
Den verdensberømte polske filminstruktør Krzysztof Kieslowski (1941-1996) har lettere modvilligt indvilget i at medvirke i denne portrætfilm i 1995 i Poreby, Polen, efter sin bebudelse af ikke mere at ville instruere film. Den intellektuelle mand, der direkte indskrev sit navn i filmhistorien med tv-serien Dekalog og senere filmtrilogien Blå, Hvid og Rød, karakteriseres kortfattet af en præst, en politibetjent, en læge, en grafolog, en clairvoyant og en psykoterapeut. Men ellers er mester Kieslowski selv i centrum og kæder sit liv, sine tanker og sine film sammen til en mosaik over liv og verden ifølge en sky og tænksom fortæller.